# 76

## Събития
- Император Веспасиан и Тит станаха римски консул.

## Родени
- 24 януари – Адриан, римски император